# Francisco Martínez Vázquez
Francisco Martínez Vázquez (Madrid, 1975) és un polític espanyol, militant del Partit Popular. Casat i amb tres fills, ha sigut Secretari d'Estat de Seguretat del Ministre d'Interior Espanyol. Va ser diputat al Congrés dels Diputats en la XII legislatura per Madrid.
Va estudiar dret, econòmiques i empresarials a la Universitat Pontifícia Comillas. Posteriorment va treballar com a profesor de dret administratiu a la mateixa universitat, fins que va incorporar-se al PP com a Director de Relacions Internacionals de la Secretaria general del partit. Més endavant va treballar com a Director del Gabinet del Ministre de l'interior, fins que en fou nomenat Secretari d'Estat de Seguretat.
El 26 de maig de 2022, el president del govern Pedro Sánchez va assegurar al ple del Congrés dels Diputats, que setanta policies van treballar per combatre adversaris polítics i l'independentisme català, i que responsables polítics al màxim nivell com l'exministre Jorge Fernández Díaz i Francisco Martínez van participar en comportaments o maniobres clarament il·legals.